# 마닐라한국아카데미
마닐라한국아카데미는 마닐라 근교에 위치한 최초의 한국인 기독교 선교사 자녀학교이다. 대한민국 정부의 재외국민교육기관 인정, 필리핀 교육부 인가를 받은 학교인 동시에 기독교대안학교연맹, ACSI(Association of Christian Schools International) 회원학교이다.

## 교육목표
다른 문화 속에서 한국인의 정체성을 잃지 않고 다양한 문화에 대한 이해와 올바른 기독교인으로 자라게 하는 것이다. 

## 설립배경
한국 교회의 적극적인 해외 선교사 파송으로 세계 각국에 많은 선교사들이 파송되게 되었고 그 아이들의 교육문제와 타 문화권에서의 적응문제가 생겨났다. 1994년 '한국세계선교협의회'를 주도로 논의 되었고 그 결과 재필리핀 한국선교단체협의회를 중심으로 예장통합, 예장합동, 예장고신, 기독교 침례회, 바울 선교회, GMF 등의 기독교 교단과 단체들이 마닐라에 설립하게 되었다.

## 학생회
마닐라한국아카데미의 총학생회는 1년을 주기로 교체되며 9학년 혹은 10학년 학생이 선거에 출마하여 11학년 때 총학생회를 운영하게 된다. 
총학생회는 회장, 부회장, 총무, 회계, 서기로 5명이 주를 이루어 학교를 이끌어 나간다.
학생회 소속 부서로는 선도부, 언론미디어부, 환경데코부, 문화행사부, 예배선교부가 있다. 
2015 - 참여학생회 
2016 - V학생회 
2017 - EN학생회
2018 - 가온학생회
2019 - 소리학생회
2020 - 다림학생회
2021 - 미쁜학생회
2022 - 슬찬학생회
2024 - 가람학생회

## 기숙사

### 오직주님 교회
학교 건물과 600m가량 떨어진 곳으로, 남자기숙사와 교회가 함께 위치해 있다. 금요기도회와 주일 예배 모두 이곳에서 진행된다. 기숙사는 총 3층으로 발코니가 2개 있고 한 방의 수용인원은 평균 4명 이상이며 여자생활관과 규칙이 많이 다르며 외출하는 것, 용돈, 6시 이후 핸드폰 사용에 엄격하다.

### 여자 생활관
학교 바로 옆에 위치해 있다. 2004년에 건축된 오래된 건물이며 휴게실, 자습실, 운동장, 정원, 식당이 있다. 남자 기숙사에 비해서 엄격했던 예전에 비해 규칙이 널널해진 편이다. 인터넷 사용 시간이 제한되어 있다. 연애에 대해 엄격하게 조치를 내린다.

## 사건/논란

### 코로나19로 인한 개학 연기
2019년 중국 우한시에서 시작된 코로나바이러스로 인해 개학 연기를 결정하게 되었다. 이 결정으로 인해 많은 학생들이 혼란에 빠졌고 이 과정에서 일부 학생들이 학교를 떠났다.  